# سیارک ۴۶۱۹
سیارک ۴۶۱۹ (به انگلیسی: 4619 Polyakhova، نامگذاری:1977RB7) چهار هزار و ششصد و نوزدهمین سیارک کشف شده‌است که در ۱۱ سپتامبر ۱۹۷۷ کشف شد.
قدر مطلق سیارک برابر ۱۲٫۶۰ است.